# كارولا شوتن
كورنيليا يوهانا «كارولا» شوتن (بالهولندية: Cornelia Johanna "Carola" Schouten) هي سياسية هولندية من حزب الاتحاد المسيحي ولدت في يوم 6 أكتوبر 1977 في مدينة سيرتوخيمبوس. أكملت دراسة إدارة الأعمال في جامعة إراسموس روتردام. تشغل حالياً منصب نائبة رئيس وزراء هولندا ووزيرة الزراعة والتغذية في حكومة مارك روته.